# Álex Escrig
Álex Escrig Reche (Valencia, 21 de febrero de 2004) es un piloto de motociclismo español que desde el año 2023 compite en Moto2 para el equipo Klint Forward Factory Team. Anteriormente compitió en el Campeonato de Europa de Moto2, terminando tercero en la general en 2022. Escrig también ganó el Campeonato Europeo FIM CEV Superstock 600 en 2022 y participó en la Copa del Mundo de MotoE 2022 para Tech3 E-Racing, donde terminó noveno en la clasificación, logrando puntos en las doce carreras.

## Carrera

### Copa del Mundo de Moto E
Escrig corrió bajo el equipo Tech3 E-Racing en el Mundial de MotoE 2022 con Héctor Garzó como compañero. Escrig sumó puntos en las doce carreras y terminó noveno en la clasificación con 79 puntos.

### Campeonato del Mundo de Moto2
Escrig hizo su debut en el Campeonato del Mundo de Moto2 en el Gran Premio de la Comunidad Valenciana de 2022 con MV Agusta Forward Racing como piloto invitado.
Posteriormente firmó con Forward Racing para competir con el equipo por el Campeonato Mundial de Moto2 2023, reemplazando a Simone Corsi y formando equipo con Marcos Ramírez.

## Resultados

### Red Bull MotoGP Rookies Cup

#### Carreras por año
(Las carreras en negrita indican la pole position, las carreras en cursiva indican la vuelta más rápida)
| Año  | 1        | 2       | 3       | 4        | 5       | 6        | 7       | 8       | 9        | 10      | 11     | 12     | Pos. | Pts. |
| ---- | -------- | ------- | ------- | -------- | ------- | -------- | ------- | ------- | -------- | ------- | ------ | ------ | ---- | ---- |
| 2019 | JER1 12  | JER2 9  | MUG 12  | ASS1 Ret | ASS2 13 | SAC1 10  | SAC2 9  | RBR1 19 | RBR2 DNS | MIS 9   | ARA1 3 | ARA2 9 | 11.º | 61   |
| 2020 | RBR1 Ret | RBR2 15 | RBR3 13 | RBR4 Ret | ARA1 13 | ARA2 Ret | ARA3 14 | ARA4 16 | VAL1 5   | VAL2 12 | VAL3 7 | VAL4 7 | 14.º | 42   |

### Campeonato Europeo FIM CEV Superstock 600

#### Carreras por año
(Las carreras en negrita indican la pole position, las carreras en cursiva indican la vuelta más rápida)
| Año  | Bicicleta | 1      | 2      | 3     | 4      | 5      | 6      | 7      | 8      | 9      | 10     | 11    | Pos. | Pts. |
| ---- | --------- | ------ | ------ | ----- | ------ | ------ | ------ | ------ | ------ | ------ | ------ | ----- | ---- | ---- |
| 2021 | Yamaha    | EST1 1 | EST2 1 | VAL 1 | CAT1 1 | CAT2 1 | POR1 1 | POR2 1 | ARA1 1 | JER1 1 | JER2 1 | VAL 2 | 1.º  | 270  |

### Campeonato Europeo de Moto2 de la FIM

#### Carreras por año
(Las carreras en negrita indican la pole position, las carreras en cursiva indican la vuelta más rápida)
| Año  | Bicicleta | 1      | 2      | 3     | 4      | 5      | 6     | 7      | 8      | 9    | 10   | 11    | Pos. | Pts. |
| ---- | --------- | ------ | ------ | ----- | ------ | ------ | ----- | ------ | ------ | ---- | ---- | ----- | ---- | ---- |
| 2022 | Kalex     | EST1 3 | EST2 7 | VAL 2 | CAT1 3 | CAT2 4 | JER 1 | POR1 1 | POR2 3 | ARA1 | ARA2 | VAL 2 | 3.º  | 160  |

### Campeonato del Mundo de Motociclismo
Sistema de puntuación de 1993 hasta 2022:
| Posición | 1.º | 2.º | 3.º | 4.º | 5.º | 6.º | 7.º | 8.º | 9.º | 10.º | 11.º | 12.º | 13.º | 14.º | 15.º |
| Puntos   | 25  | 20  | 16  | 13  | 11  | 10  | 9   | 8   | 7   | 6    | 5    | 4    | 3    | 2    | 1    |

Sistema de puntuación desde 2023 en adelante:
| Posición       | 1.º | 2.º | 3.º | 4.º | 5.º | 6.º | 7.º | 8.º | 9.º | 10.º | 11.º | 12.º | 13.º | 14.º | 15.º |
| Puntos         | 25  | 20  | 16  | 13  | 11  | 10  | 9   | 8   | 7   | 6    | 5    | 4    | 3    | 2    | 1    |
| Carrera sprint | 12  | 9   | 7   | 6   | 5   | 4   | 3   | 2   | 1   |      |      |      |      |      |      |

#### Por categoría
| Cat.  | Temporadas    | 1.er GP       | 1.er Podio    | 1.ª Victoria  | Carreras | Victorias | Podios | Pole | V.Ráp. | Pts. | CM |
| ----- | ------------- | ------------- | ------------- | ------------- | -------- | --------- | ------ | ---- | ------ | ---- | -- |
| Moto2 | 2022-presente | Valencia 2022 |               |               | 28       | 0         | 0      | 0    | 0      | 3    | 0  |
| Total | 2022-presente | 2022-presente | 2022-presente | 2022-presente | 28       | 0         | 0      | 0    | 0      | 3    | 0  |

#### Por temporada
| Temporada | Cat.  | Moto      | Equipo                     | Carreras | Victorias | Podios | Pole | V.Rap | Pts. | Pos. |
| --------- | ----- | --------- | -------------------------- | -------- | --------- | ------ | ---- | ----- | ---- | ---- |
| 2022      | Moto3 | MV Agusta | MV Agusta Forward Racing   | 1        | 0         | 0      | 0    | 0     | 0    | 37.º |
| 2023      | Moto2 | Forward   | Forward Team               | 9        | 0         | 0      | 0    | 0     | 3    | 27.º |
| 2024      | Moto2 | Forward   | Klint Forward Factory Team | 18       | 0         | 0      | 0    | 0     | 0    | 33.º |
| 2025      | Moto2 | Forward   | Klint Forward Factory Team |          |           |        |      |       | *    | *    |
| Total     | Total | Total     | Total                      | 28       | 0         | 0      | 0    | 0     | 3    |      |

- *Temporada en curso.

#### Carreras por año
| Año  | Cat.  | Moto      | 1      | 2      | 3      | 4       | 5      | 6       | 7       | 8       | 9      | 10     | 11      | 12     | 13      | 14     | 15     | 16     | 17     | 18      | 19     | 20     | 21  | 22  | Pos. | Pts. |
| ---- | ----- | --------- | ------ | ------ | ------ | ------- | ------ | ------- | ------- | ------- | ------ | ------ | ------- | ------ | ------- | ------ | ------ | ------ | ------ | ------- | ------ | ------ | --- | --- | ---- | ---- |
| 2022 | Moto2 | MV Agusta | QAT    | INA    | ARG    | AME     | POR    | SPA     | FRA     | ITA     | CAT    | GER    | NED     | GBR    | AUT     | RSM    | ARA    | JPN    | THA    | AUS     | MAL    | VAL 19 |     |     | 37.º | 0    |
| 2023 | Moto2 | Forward   | POR WD | ARG    | AME    | SPA DNS | FRA    | ITA     | GER     | NED Ret | GBR 18 | AUT    | CAT     | RSM    | IND     | JPN    | INA 18 | AUS 19 | THA 19 | MAL 13  | QAT 20 | VAL    |     |     | 23.º | 3    |
| 2024 | Moto2 | Forward   | QAT 26 | POR 24 | AME 24 | SPA Ret | FRA WD | CAT 18  | ITA 24  | NED 21  | GER 22 | GBR 22 | AUT Ret | ARA 24 | RSM INJ | ERM 24 | INA 19 | JPN 23 | AUS 17 | THA Ret | MAL 20 | SLD 20 |     |     | 33.º | 0    |
| 2025 | Moto2 | Forward   | THA 28 | ARG 7  | AME 15 | QAT 21  | SPA 17 | FRA INJ | GBR INJ | ARA 21  | ITA 24 | NED 16 | GER 20  | CZE 21 | AUT     | HUN    | CAT    | RSM    | JPN    | INA     | AUS    | MAL    | POR | VAL | 22.º | 10   |

| Color     | Resultado                                                               |
| --------- | ----------------------------------------------------------------------- |
| Oro       | Ganador                                                                 |
| Plata     | 2.ª plaza                                                               |
| Bronce    | 3.ª plaza                                                               |
| Verde     | Finalizó en los puntos                                                  |
| Azul      | Finalizó sin puntos                                                     |
| Azul      | NC - No clasificado                                                     |
| Violeta   | Ret - No terminó (Carrera)                                              |
| Rojo      | DNQ - No se clasificó                                                   |
| Negro     | DSQ - Descalificado                                                     |
| Blanco    | DNS - No empezó (carrera)                                               |
| Blanco    | WD - Retirado (fin de semana)                                           |
| Blanco    | C - Carrera cancelada                                                   |
| Sin color | DNP - Inscrito pero no participó                                        |
| Sin color | INJ - Lesionado                                                         |
| Sin color | EX - Excluido                                                           |
| Estado    | Resultado                                                               |
| Negrita   | Pole position                                                           |
| Cursiva   | Vuelta rápida                                                           |
| †         | Abandona, pero clasifica al completar el porcentaje requerido para ello |